# Subcomandante Marcos
Subcomandante Marcos, właściwie Rafael Guillén Vicente (ur. 19 czerwca 1957 w Tampico) – jeden z liderów organizacji Zapatystowska Armia Wyzwolenia Narodowego (EZLN). Od 2014 roku funkcjonuje pod pseudonimem Subcomandante Galeano.

## Życiorys
Urodził się w Tampico w Meksyku w 1957 roku. Studiował na Narodowym Uniwersytecie Autonomicznym Meksyku. W 1984 roku opuścił uczelnię i wyjechał do Chiapas. Wstąpił do Zapatystowskiej Armii Wyzwolenia Narodowego (EZLN). Przyjął wówczas pseudonim Marcos. Znany był później również jako Subcomandante Marcos i Delegat Zero, a od 2014 roku jako Subcomandante Galeano – przyjął wtedy pseudonim po zabitym towarzyszu i ogłosił symboliczną śmierć Marcosa. 
W 1994 roku dowodził powstaniem EZLN. Od 1995 roku reprezentował EZLN w rozmowach z rządem. Od tamtego czasu uznawany jest za faktycznego przywódcę organizacji. Znany z antyglobalistycznych i wrogich neoliberalizmowi poglądów.

## „Subcomandante”
Rafael Guillén Vicente nigdy publicznie nie zdjął kominiarki, ukrywając w ten sposób swoją twarz; nie rozstaje się on również z fajką. W roku 1995, rząd meksykański ogłosił, że prawdziwe nazwisko Marcosa to Rafael Sebastián Guillén Vicente i że jest byłym profesorem filozofii na uniwersytecie w mieście Meksyk (Universidad Autónoma Metropolitana) – Marcos nie potwierdził tych informacji.
Dziś wykreowany i używany przez Rafaela Guillén Vicente pseudonim Subcomandante Marcos jest symbolem walki przeciw liberalizmowi ekonomicznemu i kapitalizmowi. Na początku swojej działalności znany był z poglądów skrajnie lewicowych – określał się mianem marksisty i rewolucjonisty. Dziś twierdzi, że stał się bardziej pragmatyczny, a jego poglądy są
bliskie alterglobalizmowi. Znany z poczucia humoru Vicente pozostawił na swoim blogu odpowiednie instrukcje w razie aresztowania go:
Gdy zostanę aresztowany [...] winniście ukrywać się, informować się nawzajem, mobilizować się, wysłać mi tytoń...
Paco Ignacio Taibo II, meksykański lewicowy autor powieści kryminalnych, napisał z Vicente książkę zatytułowaną Muertos Incomodos (2004). Wydano też kilka tomów listów, esejów oraz innych tekstów Vicente opisujących czas, gdy jego tożsamość była znana szerokim kręgom wyłącznie pod pseudonimem (jak Our Word Is Our Weapon, czy Ya basta). Inne pozycje związane z Marcosem to m.in.: Marcos, la dignidad rebelde, autorstwa Ignacio Ramoneta.

## Powstanie zapatystów
1 stycznia 1994 armia zapatystów wszczęła zbrojne powstanie w Chiapas, jednym z najbiedniejszych regionów Meksyku, walcząc o uznanie tożsamości Indian w konstytucji kraju, przyznanie im autonomii politycznej i kulturalnej (język, edukacja) oraz uznanie ich za osobowość prawną. Data ta była związana z otwarciem sfery wolnego rynku między Meksykiem, Kanadą i USA. Powstanie zakończyło się zawieszeniem broni.
W roku 2000, gdy wraz ze zmianami w rządzie (prezydentem został Vicente Fox) pojawiły się nadzieje na odnowienie rozmów dotyczących sytuacji Indian, Vicente udał się do stolicy. Brak faktycznych działań politycznych spowodował powrót Subcomandante oraz jego towarzyszy w góry Chiapas.

## Powrót w 2006 roku
Po pięciu latach nieaktywności Marcos, wciąż incognito, wrócił na scenę publiczną w styczniu 2006, tym razem dorzucając do swojego pseudonimu dwa nowe słowa: Delegat Zero (Delegado Zero) oraz zmieniając środek lokomocji (koń został zastąpiony motocyklem). Zawiedziony niespełnionymi obietnicami prezydenta Meksyku Vicente Foxa, Rafael Guillén Vicente chciał uczestniczyć po raz kolejny w uwrażliwianiu opinii publicznej na problemy autochtonów przed wyborami, które miały miejsce 2 lipca 2006. Dzień po wyborach Marcos stwierdził, że Vicente Fox pomógł w sfałszowaniu wyborów na korzyść Felipe Calderóna.